# سینمای بنین

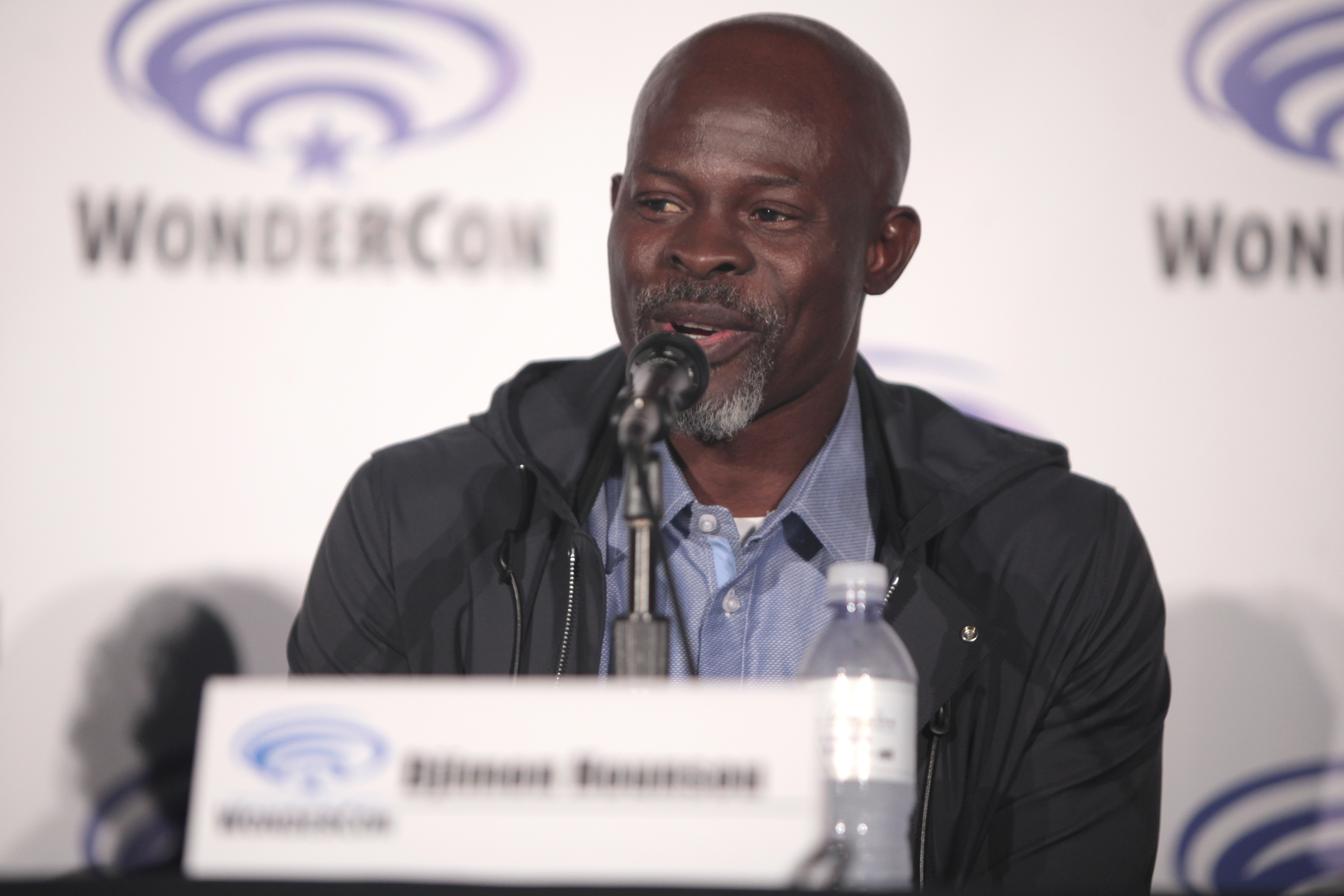
جایمن هانسو بازیگر اهل بنین. مهمترین فیلم او گلادیاتور (۲۰۰۰) است.

سینمای بنین به صنعت سینمای این کشور اشاره دارد. بنین کشوری در غرب آفریقا است که در سال ۱۹۶۰ از فرانسه مستقل شد. زبان رسمی در بنین زبان فرانسوی است از این‌رو سینمای این کشور نیز متأثر از فرهنگ و سینمای فرانسه است.
در پیشینه و تولید اولین فیلم در بنین اختلاف نظر وجود دارد. برخی فیلم کوتاه نور مردان (۱۹۵۴) را که کارگردان نامعلومی دارد، به عنوان اولین فیلم تاریخ سینمای این کشور قبل از استقلال از فرانسه در نظر می‌گیرند.
بسیاری نیز فیلم‌های کوتاه و مستند ساخته شده توسط پاسکال آبیکانلو در دههٔ ۶۰ را آغاز سینمای بومی بنین می‌دانند. اگرچه همه متفق‌القول هستند که آبیکانلو پدر سینمای این کشور است. او اولین فیلم بلند سینمایی بنین تحت نشان وودو (۱۹۷۴) را ساخت. ریچارد دی مدیروس و فرانسوا اوکیو از دیگر سینماگران این کشور هستند که بعد از استقلال به فعالیت پرداختند.
در سال‌های اخیر ۴ کارگردان اهل بنین، ادریسو مورا کپای با فیلم سی گوریکی، مادر ملکه (۲۰۰۲)، ژان اودوتان با ۲ فیلم کباب پجو (۲۰۰۰) و پیم‌پیم چچه (۲۰۱۰)، سیلوستر آموسو با بهشت آفریقا (۲۰۰۶) و تونده کلانی با آبنی (۲۰۰۶) در سطح سینمای آفریقا اعتبار بدست آوردند.
مهمترین شخصیت سینمایی حال حاضر بنین جایمن هانسو است. او سابقهٔ بازی در آثار شاخص سینمای جهان مانند گلادیاتور، در آمریکا و الماس خونین را در کارنامه دارد.